# Head Above Water
Head Above Water е шестият студиен албум на канадската изпълнителка Аврил Лавин. Издаден е на 15 февруари 2019 г. от звукозаписна компания BMG. Лавин черпи вдъхновение за създаването на албума от борбата си с лаймската болест. Албумът ѝ става шестият последователен албум, класирал се в топ 5 в Канада. Албумът е представен на турнето Head Above Water Tour, започнало на 14 септември.

## Списък с песни

### Оригинален траклист
1. Head Above Water – 3:40
2. Birdie – 3:35
3. I Fell in Love with the Devil – 4:15
4. Tell Me It's Over – 3:09
5. Dumb Blonde (с Ники Минаж) – 3:34
6. It Was in Me – 3:43
7. Souvenir – 2:57
8. Crush – 3:33
9. Goddess – 3:41
10. Bigger Wow – 2:55
11. Love Me Insane – 3:00
12. Warrior – 3:45

### Физическо издание
1. Dumb Blonde – 3:09

### Японско издание
1. Head Above Water (с Травис Кларк от We the Kings) – 3:40

## Сингли
- Head Above Water е водещият сингъл в албума. Издаден е на 19 септември 2018 г.
- Tell Me It's Over е издаден на 12 декември 2018 г.
- Dumb Blonde е третият сингъл, издаден на 12 февруари 2019 г. Той е колаборация с рапърката Ники Минаж.
- I Fell in Love with the Devil е четвъртият сингъл, издаден на 28 юни 2019 г.
- We Are Warriors е издаден на 24 април 2020 г. като нова версия на песента Warrior. Това е благотворителен сингъл средствата, от който са дарени на организации, насочени към борбата с коронавируса от 2019 – 20 г.